# Top Gear Rally
Top Gear Rally es un videojuego de carreras de rally para la Nintendo 64 y Game Boy Color. La versión de Game Boy Color fue lanzada bajo el nombre Top Gear Pocket, aunque el lanzamiento europeo usa el nombre original. Tiene una característica que permite al usuario hacer capas de pintura personalizadas de autos virtuales. Aunque el nombre queda el mismo, los desarrolladores cambiaron entre consolas. Como un resultado, los juegos son muy diferentes dependiendo de la plataforma, pero tienen características similares así como el taller de pintura.

## Versiones del juego

### Nintendo 64
En la Nintendo 64, Top Gear Rally tiene un modelo de física realista con marcha de suspensión. Las superficies de la carretera, incluyendo sus imperfecciones, fueron modelados para dar al jugador la sensación  de realmente conducir un auto. El juego tiene un modo de un jugador y un modo de dos jugadores por pantalla partida.
Cada vehículo en el juego distingue de los otros en términos de potencia de motor, tracción, rigidez de suspensión, estrechez de dirección, y tren de tracción (así como tracción delantera, tracción trasera, y tracción en las cuatro ruedas). Los vehículos pueden ser dañados, aunque el daño no afecta el rendimiento.
Ni Kemco ni Boss Games Studios tenía licencia para usar nombres de autos reales, aunque todos los autos están modelados a partir de vehículos reales.
El juego tiene una banda sonora consistiendo de música con raíces en el género trance. La electrónica XM música compuesta por Barry Leitch, quien también trabajó en los juegos Top Gear anteriores para la Super NES. Los lanzamientos de Japón y Europa de Top Gear Rally tuvo un título  diferente adaptado que la versión Norteamericana. Los lanzamientos de Japón y Europa utilizaron música electrónica mientras la versión de Norteamérica fue más moderada y dramática.

### Windows
Top Gear Rally fue también portado al PC y lanzado en 1999 como Boss Rally.

## Desarrollo
El equipo de desarrollo optó por limitar el modo multijugador para dos jugadores porque carreras de cuatro jugadores simultáneos podía tener forzados a comprometer en ambos la distancia de dibujado o su objetivo de fotogramas por segundo de 30 frames por segundo.